# Dante 01
Dante 01  (br: Dante 01 - Prisão Espacial) é um filme francês, do ano de 2008, dos gêneros ficção científica, drama e noir, dirigido por Marc Caro.

## Enredo
Dante 01 é uma estação espacial em órbita de um planeta estranho, localizado em uma região longinqua do espaço. Funciona com uma prisão de segurança máxima para criminosos insanos. Com a chegada de um novo prisioneiro, Saint-Georges, começam a ocorrer estranhos fatos que perturbam a pequena comunidade que habita a estação.

## Elenco
- Lambert Wilson.......Saint-Georges
- Linh Dan Pham.......Elisa
- Simona Maicanescu.......Perséphone
- Dominique Pinon.......César
- Bruno Lochet.......Bouddha
- François Levantal.......Lazare
- Gérald Laroche.......Charon
- François Hadji-Lazaro.......Moloch
- Lotfi Yahya Jedidi.......Raspoutine
- Yann Collette.......Attila
- Dominique Bettenfeld.......BR
- Antonin Maurel.......CR
- Yan Dron.......Não creditado